# Оливер Шефер
Оливер Шефер (на немски: Oliver Schäfer, роден на 27 февруари 1969 в Лар/Шварцвалд) е бивш германски футболист и настоящ младежки футболен треньор.

## Футболна кариера
В младежките си години Шефер играе за отборите на Алмансвайер и ФК Фрайбург. За вторите защитникът играе през 1988 и 1989 г. След това преминава в градския противник на ФК Фрайбург, а именно СК Фрайбург, който е и първият му професионален отбор (за тях Шефер изиграва 71 срещи). Добрата игра на Шефер за брайзгауците във Втора Бундеслига е забелязана от ръководството на тогавашния германски шампион Кайзерслаутерн и дефанзивният футболист е привлечен на Фриц-Валтер-Щадион. За „червените дяволи“ Шефер е предимно резервен играч, но той остава верен на клуба и за осемте си години в Пфалц записва 138 мача в Първа Бундеслига (един гол) и 17 мача във Втора Бундеслига. Играчът е любимец на феновете и макар че не блести с гениалност, на терена се раздава напълно за отбора си. През 1999 г. Шефер заминава в Турция, за да играе в истанбулския Бешикташ под ръководството на Ханс-Петер Бригел. След само един сезон за черно-белите защитникът се завръща в Германия и облича екипа на Хановер 96 срещу трансферна сума от 75 000 евро. През 2002 г. той преминава в Саарбрюкен, където играе два сезона в трета лига, преди да се завърне като опитен играч в дублиращия състав на Кайзерслаутерн през 2004 г. Там Шефер приключва футболния си път.

## Статистика
- Срещи (Голове) Първа Бундеслига: 138 (1)
- Срещи (Голове) Втора Бундеслига: 122 (1)
- Срещи (Голове) Регионална лига: 81 (1)

## Треньорска кариера
След края на футболната си кариера през 2007 г. Шефер става помощник-треньор на аматьорския отбор на Кайзерслаутерн, а за сезон 2009/10 е част от щаба на Алоис Шварц в дублиращия отбор на „лаутерите“.